# Gouvernement d’Union Nationale de Transition
Das Gouvernement d’Union Nationale de Transition (kurz: GUNT, deutsch: Übergangsregierung der nationalen Einheit) bezeichnet eine Kommission, die von 1979 bis 1982 die Macht im Tschad hatte. Ihr Vorsitzender und damit Präsident des Tschads war Goukouni Oueddei.

## Geschichte

### Entstehung
Die Wurzeln der GUNT liegen in der Gemengelage, die der libysch-tschadische Grenzkrieg im Tschad hervorgebracht hatte. Nachdem sich 1978 Hissene Habre, Vorsitzender der anti-libyschen Gruppe FAN mit dem damaligen tschadischen Präsidenten Malloum verbündet hatte, kam es zu einer Offensive der pro-libyschen Rebellengruppe FAP unter Goukouni Oueddei, die von libyschen Streitkräften unterstützt wurde. 1978 zeigte die Koalition von Oueddei und dem libyschen Machthaber Gaddafi bereits Risse und es kam zu Gefechten zwischen rivalisierenden Gruppen. 1979 zerbrach auch das Bündnis von Habre und Malloum und es kam zu Straßenkämpfen zwischen Habres und Malloums Anhängern in der tschadischen Hauptstadt N'djamena. Die dadurch weiter eskalierende und unübersichtliche Lage im Tschad führte zu einer Internationalen Friedenskonferenz im nigerianischen Kano (Kano Accord) und später nochmals in Lagos (Lagos Accord). Durch den Druck Nigerias und Frankreichs konnten die Rivalen Habre und Oueddei zur Teilung der Macht bewogen werden, in einer Regierung der Nationalen Einheit, der GUNT. Oueddei wurde in dieser Präsident, Habre Verteidigungsminister.

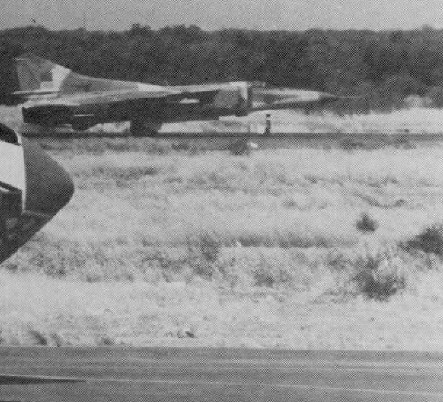
Libysche Mig-23 1980 in Faya-Largeau

### Bruch
Bereits am 22. März 1980 zerbrach diese Koalition durch Kämpfe zwischen Habres FAN und Oueddeis FAP in N’djamena, die sich unter anderem an den verschiedenen Positionen zum Umgang mit Libyen entzündet hatten. Im darauffolgenden Krieg konnte Oueddei und die übrige GUNT mit libyscher Unterstützung einen klaren Sieg gegen Habres Truppen erringen, dieser ging ins Exil, setzte seinen Kampf gegen die GUNT aber fort.

### Erfolge Habres
1981 kam es zum Streit zwischen Gaddafi und Oueddei, da dieser Gaddafi vorwarf mit Ahmad Acyl, eine hochrangigen GUNT-Mitglied, den Sturz Oueddeis zu planen. Infolgedessen befahl Oueddei den Abzug aller libyschen Truppen aus dem Tschad. Gaddafi setzte dies in die Tat um. Diese Schwächung der Militärpräsenz von Verbündeten der GUNT nutzte Habre um, ausgehend vom Osten des Landes, N'djamena zu erobern und die GUNT abzusetzen. Somit wurde Habre neuer Präsident des Tschads.

### Offensive der GUNT
Nach dieser Niederlage sammelte Oueddei die Überreste der GUNT mit libyscher Hilfe, sodass diese wieder zu einer ernstzunehmenden Partei im Konflikt wurde. Nachdem Habre in der ersten Zeit seiner Präsidentschaft einen eher passiven Kurs verfolgte griff er im Dezember 1982 und im Januar 1983 die GUNT-Truppen in der Tibesti-Region an, wurde aber zurückgeschlagen. Im Juni 1983 kam es dann zu einer Offensive der GUNT, die zur Eroberung der Städte Faya-Largeau, Abeche und Oum Chalouba führte.

### Gegenoffensive Habres
Habre konnte mit Unterstützung der USA, Frankreichs und des damaligen Zaires schnell eine schlagkräftige Armee aufbauen, mit der er südlich von Abeche eine Schlacht gegen die GUNT gewinnen konnte und danach die zuvor von der GUNT eroberten Gebiete in schneller Folge zurückeroberte.

### Verstärkte libysche Unterstützung

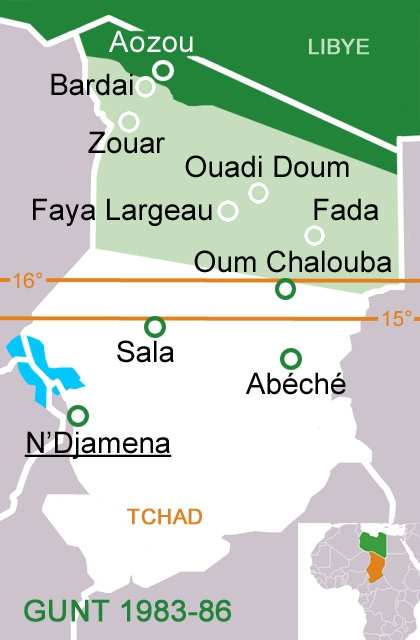
Karte der Gebiete, die von der GUNT kontrolliert wurden

Diese Niederlage der GUNT schwächte die libysche Machtposition im Tschad, sodass sich Gaddafi gezwungen sah, das libysche Engagement im Tschad deutlich auszubauen. Mit verstärkter libyscher Unterstützung konnte die GUNT Faya-Largeau erneut erobern und Habre zum Rückzug nach N'djamena zwingen. Doch durch die Verschärfung des Konflikts wurde auch Frankreich wieder alarmiert und es kam zur französischen Intervention. Frankreich erklärte den 15. Breitengrad als Grenze und duldete keiner Überschreitung durch GUNT-Kämpfer. Dadurch entstand ein Stillstand, der nur durch einen kleineren Angriff der GUNT auf Ziguey, der mit heftigen Luftschlägen von französischer Seite beantwortet wurde, unterbrochen wurde. Am 30. April 1984 vereinbarten Frankreichs Präsident Mitterrand und Gaddafi einen Abzug der jeweiligen Truppen aus dem Tschad, der von Frankreich fristgerecht durchgeführt wurde, Libyen jedoch beließ einige Soldaten im Nord-Tschad. Die Bedeutung der GUNT war bis dato durch innere Streitigkeiten deutlich gesunken. Des Weiteren liefen GUNT-Kämpfer zu Habres Regierung über. Um dem entgegenzuwirken, begann am 10. Februar 1986 eine Großoffensive libyscher und GUNT-Soldaten gegen tschadische Stellungen südlich des 15. Breitengrades. Diese Offensive wurde aber zurückgeschlagen.

### Endgültiger Zerfall
Daraufhin war die GUNT militärisch geschlagen und Oueddei nahm 1986 bereits nicht mehr an diplomatischen Gesprächen zum Konflikt teil. 1986 zerbrach des Bündnis von GUNT und Libyen und es kam zu Gefechten zwischen beiden Lagern, die in der Vernichtung der GUNT und der Verhaftung Oueddeis endeten.